# كأس رابطة الأندية الإنجليزية المحترفة 1974–75
كأس رابطة الأندية الإنجليزية المحترفة 1974–75 هو الموسم 15 من كأس رابطة الأندية الإنجليزية المحترفة. أقيم خلال الفترة 19 أغسطس 1974 وحتى 1 مارس 1975، وأشرف على تنظيمه دوري كرة القدم الإنجليزي، وكان عدد الأندية المشاركة فيه 92، وفاز فيه أستون فيلا.